# Hullukatti, Hosadurga
Hullukatti là một làng thuộc tehsil Hosadurga, huyện Chitradurga, bang Karnataka, Ấn Độ.